# Argentyna na Zimowych Igrzyskach Olimpijskich 1994
Argentynę na Zimowych Igrzyskach Olimpijskich 1994 reprezentowało 10 sportowców w dwóch dyscyplinach. Nie zdobyli oni żadnego medalu.

## Biathlon

### Kobiety
| Zawodniczka | Konkurencja                | Finał     | Finał | Finał   |
| Zawodniczka | Konkurencja                | Czas      | Kara  | Miejsce |
| ----------- | -------------------------- | --------- | ----- | ------- |
| María Giro  | Sprint na 7,5 km           | 29:31.9   | 1     | 54      |
| María Giro  | Bieg indywidualny na 15 km | 1:02:24.2 | 5     | 66      |

## Narciarstwo alpejskie

### Mężczyźni
| Zawodnik             | Konkurencja   | Finał        | Finał        | Finał  | Finał        | Finał   |
| Zawodnik             | Konkurencja   | Bieg 1       | Bieg 2       | Bieg 3 | Łącznie      | Miejsce |
| -------------------- | ------------- | ------------ | ------------ | ------ | ------------ | ------- |
| Gáston Begue         | Supergigant   |              |              |        | 1:41.21      | 48      |
| Carlos Manuel Bustos | Supergigant   |              |              |        | Nie ukończył |         |
| Carlos Manuel Bustos | Zjazd         |              |              |        | 1:52.38      | 45      |
| Carlos Manuel Bustos | Kombinacja    | 1:43.13      | Nie ukończył |        | Nie ukończył |         |
| Federico van Ditmar  | Supergigant   |              |              |        | Nie ukończył |         |
| Federico van Ditmar  | Slalom gigant | Nie ukończył |              |        | Nie ukończył |         |
| Federico van Ditmar  | Slalom        | Nie ukończył |              |        | Nie ukończył |         |

### Kobiety
| Zawodniczka           | Konkurencja | Finał   | Finał   | Finał  | Finał   | Finał   |
| Zawodniczka           | Konkurencja | Bieg 1  | Bieg 2  | Bieg 3 | Łącznie | Miejsce |
| --------------------- | ----------- | ------- | ------- | ------ | ------- | ------- |
| Carola Calello        | Supergigant |         |         |        | 1:35.87 | 45      |
| Dominique Ezquerra    | Supergigant |         |         |        | 1:32.71 | 43      |
| Gabriela Quijano      | Zjazd       |         |         |        | 1:49.26 | 43      |
| Gabriela Quijano      | Supergigant |         |         |        | 1:33.45 | 44      |
| Gabriela Quijano      | Slalom      | 1:09.70 | 1:07.56 |        | 2:17.26 | 26      |
| Gabriela Quijano      | Kombinaxja  | 1:39.88 | 57.87   | 55.76  | 3:33.51 | 22      |
| Francisca Steverlynck | Zjazd       |         |         |        | 1:46.76 | 41      |
| Francisca Steverlynck | Supergigant |         |         |        | 1:32.56 | 42      |
| Francisca Steverlynck | Kombinacja  | 1:37.10 | 58.98   | 56.56  | 3:32.64 | 21      |
| Jennifer Taylor       | Zjazd       |         |         |        | 1:49.53 | 44      |
| Jennifer Taylor       | Kombinacja  | 1:39.18 | 1:06.47 | 58.62  | 3:44.27 | 25      |